# SC Rot-Weiß Oberhausen-Rhld. 1904 2005-2006
Questa voce raccoglie le informazioni riguardanti il SC Rot-Weiß Oberhausen-Rhld. 1904 nelle competizioni ufficiali della stagione 2005-2006.

## Stagione
Nella stagione 2005-2006 il Rot Weiss Oberhausen, allenato da Harry Pleß e Günter Abel, concluse il campionato di Regionalliga nord al 17º posto e fu retrocesso in Oberliga. In Coppa di Germania il Rot Weiss Oberhausen fu eliminato al primo turno dall'Eintracht Francoforte.

## Rosa
| N. |                                 | Ruolo | Calciatore        |
| -- | ------------------------------- | ----- | ----------------- |
| 1  | Germania (bandiera)             | P     | Daniel Masuch     |
| 2  | Germania (bandiera)             | D     | Lars Heller       |
| 3  | Germania (bandiera)             | D     | Dominic Tempel    |
| 4  | Germania (bandiera)             | D     | Ronny Ernst       |
| 5  | Gambia (bandiera)               | D     | Timo Uster        |
| 6  | Germania (bandiera)             | C     | Jörg Scherbe      |
| 7  | Germania (bandiera)             | C     | Tobias Schäper    |
| 8  | Bosnia ed Erzegovina (bandiera) | A     | Sead Mehic        |
| 9  | Germania (bandiera)             | A     | Sebastian Radtke  |
| 10 | Germania (bandiera)             | C     | Dennis Kutrieb    |
| 11 | Germania (bandiera)             | A     | Mario Schwarz     |
| 12 | Germania (bandiera)             | C     | Jan Mutschler     |
| 13 | Turchia (bandiera)              | C     | Ümit Ertural      |
| 14 | Serbia e Montenegro (bandiera)  | D     | Dalibor Gatarić   |
| 15 | Germania (bandiera)             | D     | Benjamin Reichert |
| 16 | Croazia (bandiera)              | A     | Danijel Gatarić   |

| N. |                     | Ruolo | Calciatore         |
| -- | ------------------- | ----- | ------------------ |
| 17 | Germania (bandiera) | D     | Andreas Saur       |
| 18 | Germania (bandiera) | P     | Marcel Johns       |
| 19 | Turchia (bandiera)  | A     | Mehmet Şirin       |
| 20 | Germania (bandiera) | P     | Christoph Semmler  |
| 21 | Albania (bandiera)  | C     | Florim Nesimi      |
| 22 | Germania (bandiera) | D     | Marcel Landers     |
| 23 | Germania (bandiera) | C     | Dennis Dornauer    |
| 24 | Camerun (bandiera)  | A     | Cyrille Bella      |
| 25 | Togo (bandiera)     | A     | Abdou Ouro-Akpo    |
| 26 | Polonia (bandiera)  | D     | Lucas Kwiatkowski  |
| 27 | Germania (bandiera) | C     | Mirko Urban        |
| 28 | Germania (bandiera) | A     | Stephan Schneider  |
| 29 | Germania (bandiera) | A     | Marcel Stiepermann |
| 32 | Germania (bandiera) | C     | Marc Narewsky      |
| 33 | Marocco (bandiera)  | D     | Monir Ibrahim      |
| 36 | Germania (bandiera) | C     | Jens Robben        |

## Organigramma societario
Area tecnica
- Allenatore: Günter Abel, Hans-Günter Bruns
- Allenatore in seconda:
- Preparatore dei portieri: Manfred Behrendt
- Preparatori atletici:
- Analisi video:

## Calciomercato

### Sessione estiva
| Acquisti | Acquisti          | Acquisti               | Acquisti |
| R.       | Nome              | da                     | Modalità |
| -------- | ----------------- | ---------------------- | -------- |
| A        | Cyrille Bella     | LR Ahlen               |          |
| D        | Ronny Ernst       | Rot-Weiss Essen        |          |
| D        | Lars Heller       | Feucht                 |          |
| P        | Marcel Johns      | Adler Osterfeld        |          |
| C        | Dennis Kutrieb    | BFC Dynamo             |          |
| P        | Daniel Masuch     | Adler Osterfeld        |          |
| A        | Sead Mehic        | Eschborn               |          |
| C        | Jan Mutschler     | Neuruppin              |          |
| A        | Sebastian Radtke  | Eintracht Treviri      |          |
| D        | Andreas Saur      | Feucht                 |          |
| C        | Tobias Schäper    | Preußen Münster        |          |
| C        | Jörg Scherbe      | Uerdingen 05           |          |
| A        | Mario Schwarz     | Borussia M'gladbach II |          |
| P        | Christoph Semmler | Borussia M'gladbach II |          |
| A        | Mehmet Şirin      | Arminia Bielefeld II   |          |
| D        | Dominic Tempel    | Adler Osterfeld        |          |
| D        | Timo Uster        | Darmstadt              |          |

| Cessioni | Cessioni           | Cessioni              | Cessioni |
| R.       | Nome               | a                     | Modalità |
| -------- | ------------------ | --------------------- | -------- |
| P        | Oliver Adler       | Hessen Kassel         |          |
| D        | Adrian Aliaj       | Brest                 |          |
| D        | Marius Baciu       | Oțelul Galați         |          |
| A        | Péter Bajzát       | Győri ETO             |          |
| C        | Chiquinho          | FC Superfund          |          |
| A        | Nico Frommer       | Eintracht Francoforte |          |
| C        | Stijn Haeldermans  | Rot-Weiss Essen       |          |
| P        | Matko Kalinić      | Cibalia               |          |
| C        | Ralf Keidel        | LR Ahlen              |          |
| A        | Salif Keïta        | Coblenza              |          |
| C        | Jürgen Luginger    | Uerdingen 05          |          |
| C        | David Montero      | Jahn Ratisbona        |          |
| C        | Alassane Ouédraogo | Coblenza              |          |
| C        | Tim Reichert       | Velbert               |          |
| D        | Gauthier Remacle   | FC Wiltz 71           |          |
| C        | Mike Rietpietsch   | Duisburg              |          |
| C        | Moustapha Salifou  | Brest                 |          |
| D        | Anthony Tiéku      | Coblenza              |          |
| A        | Tibor Tokody       | Wuppertal             |          |
| C        | Boyko Velichkov    | Īlisiakos             |          |
| C        | Gerd Wimmer        | Admira Wacker M.      |          |

### Sessione invernale
| Acquisti | Acquisti      | Acquisti          | Acquisti |
| R.       | Nome          | da                | Modalità |
| -------- | ------------- | ----------------- | -------- |
| C        | Jens Robben   | Eintracht Treviri |          |
| C        | Marc Narewsky | Wuppertal         |          |

| Cessioni | Cessioni   | Cessioni | Cessioni |
| R.       | Nome       | a        | Modalità |
| -------- | ---------- | -------- | -------- |
| A        | Sead Mehic | Eschborn |          |

## Risultati

### Regionalliga

#### Girone di andata
| Arbitro: | Kuhl |

|  |           |            |
|  | Marcatori | 15’ Coiner |

| Arbitro: | Grudzinski |

|           |           |            |
| Joppe 83’ | Marcatori | 70’ Heller |

| Arbitro: | Metzen |

|           |           |                                    |
| Mehic 37’ | Marcatori | 13’ Ohnesorge 58’ Iyodo 89’ Özkaya |

| Arbitro: | Rafati |

|                              |           |           |
| Younga-Mouhani 3’ Bemben 43’ | Marcatori | 52’ Bella |

| Arbitro: | Bartsch |

|                  |           |                 |
| Schäper 24’, 68’ | Marcatori | 27’, 64’ Helmes |

| Arbitro: | Otte |

|                             |           |             |
| Wojcik 2’, 89’ Sulentic 28’ | Marcatori | 65’ Schwarz |

| Arbitro: | Lupp |

|  |           |                                                              |
|  | Marcatori | 24’ (aut.) Ernst 35’ MacDonald 64’ Laas 86’ (rig.) Kučuković |

| Arbitro: | Schriever |

|                   |           |                         |
| Bischoff 30’, 77’ | Marcatori | 42’ Schäper 67’ Kutrieb |

| Arbitro: | Kunsleben |

|             |           |  |
| Gatarić 21’ | Marcatori |  |

| Arbitro: | Gerber |

|                           |           |  |
| Schindler 43’, 86’ (rig.) | Marcatori |  |

| Oberhausen 24 settembre 2005, ore 14:00 CEST 11ª giornata | RW Oberhausen | 0 – 0 referto | Lubecca | Niederrheinstadion (1 646 spett.)\| Arbitro: \| Rafati \| |
| Arbitro:                                                  | Rafati        |               |         |                                                           |

| Arbitro: | Schriever |

|                   |           |          |
| Feinbier 14’, 60’ | Marcatori | 6’ Mehic |

| 15 ottobre 2005 13ª giornata |  | – turno di riposo |  |  |

| Arbitro: | Gorniak |

|             |           |  |
| Schwarz 26’ | Marcatori |  |

| Arbitro: | Kleve |

|                                     |           |                                                       |
| Reichwein 62’ De Wit 65’ Döpper 66’ | Marcatori | 7’ Gatarić 38’ Schäper 42’ (rig.) Mehic 80’ Mutschler |

| Arbitro: | Viktora |

|  |           |                     |
|  | Marcatori | 54’ Boateng 71’ Ede |

| Arbitro: | Henschel |

|             |           |                       |
| Weerman 17’ | Marcatori | 29’, 89’ (rig.) Mehic |

| Oberhausen 18 novembre 2005, ore 19:30 CET 18ª giornata | RW Oberhausen | 0 – 0 referto | Chemnitz | Niederrheinstadion (2 149 spett.)\| Arbitro: \| Drees \| |
| Arbitro:                                                | Drees         |               |          |                                                          |

| Arbitro: | Thielert |

|                                           |           |             |
| Hähnge 8’ Sykora 30’ Ziegner 56’ Maul 62’ | Marcatori | 21’ Schwarz |

#### Girone di ritorno
| Arbitro: | Wenkel |

|              |           |  |
| Piorunek 17’ | Marcatori |  |

| Arbitro: | Schlutius |

|                                |           |  |
| Ouro-Akpo 81’, 88’ Kutrieb 85’ | Marcatori |  |

| Arbitro: | Metzger |

|               |           |              |
| Katriniok 78’ | Marcatori | 21’ Reichert |

| Oberhausen 10 febbraio 2006, ore 19:30 CET 23ª giornata | RW Oberhausen | 0 – 0 referto | Rot-Weiss Essen | Niederrheinstadion (10 137 spett.)\| Arbitro: \| Anklam \| |
| Arbitro:                                                | Anklam        |               |                 |                                                            |

| Arbitro: | Schmidt |

|  |           |             |
|  | Marcatori | 45’ Kutrieb |

| Oberhausen 25 febbraio 2006, ore 14:00 CET 25ª giornata | RW Oberhausen | 0 – 0 referto | St. Pauli | Niederrheinstadion (3 818 spett.)\| Arbitro: \| Kuhl \| |
| Arbitro:                                                | Kuhl          |               |           |                                                         |

| Arbitro: | Gerber |

|             |           |  |
| Gouhari 64’ | Marcatori |  |

| Arbitro: | Schempershauwe |

|              |           |  |
| Narewsky 74’ | Marcatori |  |

| Erfurt 21 marzo 2006, ore 19:30 CET 28ª giornata | Rot-Weiß Erfurt | 0 – 0 referto | RW Oberhausen | Steigerwaldstadion (3 404 spett.)\| Arbitro: \| Willenborg \| |
| Arbitro:                                         | Willenborg      |               |               |                                                               |

| Arbitro: | Kampka |

|  |           |                 |
|  | Marcatori | 74’ van Buskirk |

| Arbitro: | Gagelmann |

|                                       |           |  |
| Doğan 4’, 21’ Schweinsteiger 71’, 77’ | Marcatori |  |

| Arbitro: | Pickel |

|  |           |                          |
|  | Marcatori | 49’ Feinbier 66’ Podszus |

| 15 aprile 2006 32ª giornata |  | – turno di riposo |  |  |

| Arbitro: | Grudzinski |

|               |           |                        |
| Heinzmann 57’ | Marcatori | 30’ Narewsky 70’ Mehic |

| Arbitro: | Dingert |

|  |           |                                                |
|  | Marcatori | 19’, 90’ Röttger 45’ Reichwein 89’ (rig.) Köse |

| Arbitro: | Hartmann |

|                                                 |           |  |
| Bieler 38’ Hoeneß 52’ Salihović 81’ Dejagah 84’ | Marcatori |  |

| Arbitro: | Kuhl |

|                 |           |                        |
| Stiepermann 60’ | Marcatori | 6’ Cozza 83’ Brinkmann |

| Arbitro: | Schriever |

|  |           |                         |
|  | Marcatori | 67’ Gatarić 87’ Schäper |

| Arbitro: | Bippen |

|               |           |  |
| Ouro-Akpo 75’ | Marcatori |  |

### Coppa di Germania
| Arbitro: | Kuhl |

|             |           |                           |
| Gatarić 77’ | Marcatori | 36’ Huggel 52’ Amanatidīs |

## Statistiche

### Statistiche di squadra
| Competizione      | Punti | In casa | In casa | In casa | In casa | In casa | In casa | In trasferta | In trasferta | In trasferta | In trasferta | In trasferta | In trasferta | Totale | Totale | Totale | Totale | Totale | Totale | DR  |
| Competizione      | Punti | G       | V       | N       | P       | Gf      | Gs      | G            | V            | N            | P            | Gf           | Gs           | G      | V      | N      | P      | Gf     | Gs     | DR  |
| ----------------- | ----- | ------- | ------- | ------- | ------- | ------- | ------- | ------------ | ------------ | ------------ | ------------ | ------------ | ------------ | ------ | ------ | ------ | ------ | ------ | ------ | --- |
| Regionalliga nord | 39    | 18      | 5       | 5       | 8       | 11      | 21      | 18           | 5            | 4            | 9            | 19           | 32           | 36     | 10     | 9      | 17     | 30     | 53     | -23 |
| Coppa di Germania | -     | 1       | 0       | 0       | 1       | 1       | 2       | 0            | 0            | 0            | 0            | 0            | 0            | 1      | 0      | 0      | 1      | 1      | 2      | -1  |
| Totale            | 39    | 19      | 5       | 5       | 9       | 12      | 23      | 18           | 5            | 4            | 9            | 19           | 32           | 37     | 10     | 9      | 18     | 31     | 55     | -24 |

### Andamento in campionato
| Giornata  | 1  | 2  | 3  | 4  | 5  | 6  | 7  | 8  | 9  | 10 | 11 | 12 | 13 | 14 | 15 | 16 | 17 | 18 | 19 | 20 | 21 | 22 | 23 | 24 | 25 | 26 | 27 | 28 | 29 | 30 | 31 | 32 | 33 | 34 | 35 | 36 | 37 | 38 |
| --------- | -- | -- | -- | -- | -- | -- | -- | -- | -- | -- | -- | -- | -- | -- | -- | -- | -- | -- | -- | -- | -- | -- | -- | -- | -- | -- | -- | -- | -- | -- | -- | -- | -- | -- | -- | -- | -- | -- |
| Luogo     | C  | T  | C  | T  | C  | T  | C  | T  | C  | T  | C  | T  |    | C  | T  | C  | T  | C  | T  | T  | C  | T  | C  | T  | C  | T  | C  | T  | C  | T  | C  |    | T  | C  | T  | C  | T  | C  |
| Risultato | P  | N  | P  | P  | N  | P  | P  | N  | V  | P  | N  | P  |    | V  | V  | P  | V  | N  | P  | P  | V  | N  | N  | V  | N  | P  | V  | N  | P  | P  | P  |    | V  | P  | P  | P  | V  | V  |
| Posizione | 14 | 14 | 15 | 18 | 19 | 19 | 19 | 19 | 18 | 19 | 19 | 19 | 19 | 17 | 16 | 18 | 16 | 14 | 15 | 15 | 14 | 15 | 13 | 13 | 14 | 15 | 15 | 14 | 15 | 16 | 17 | 17 | 17 | 17 | 17 | 17 | 17 | 17 |

Legenda:

Luogo: C = Casa; T = Trasferta. Risultato: V = Vittoria; N = Pareggio; P = Sconfitta.

### Statistiche dei giocatori
| Giocatore      | Regionalliga nord | Regionalliga nord | Regionalliga nord | Regionalliga nord | Coppa di Germania | Coppa di Germania | Coppa di Germania | Coppa di Germania | Totale   | Totale | Totale      | Totale     |
| Giocatore      | Presenze          | Reti              | Ammonizioni       | Espulsioni        | Presenze          | Reti              | Ammonizioni       | Espulsioni        | Presenze | Reti   | Ammonizioni | Espulsioni |
| -------------- | ----------------- | ----------------- | ----------------- | ----------------- | ----------------- | ----------------- | ----------------- | ----------------- | -------- | ------ | ----------- | ---------- |
| C. Bella       | 6                 | 1                 | 0                 | 0                 | 1                 | 0                 | 0                 | 0                 | 7        | 1      | 0           | 0          |
| D. Dornauer    | 0                 | 0                 | 0                 | 0                 | 0                 | 0                 | 0                 | 0                 | 0        | 0      | 0           | 0          |
| R. Ernst       | 33                | 0                 | 3                 | 0                 | 0                 | 0                 | 0                 | 0                 | 33       | 0      | 3           | 0          |
| Ü. Ertural     | 1                 | 0                 | 0                 | 0                 | 0                 | 0                 | 0                 | 0                 | 1        | 0      | 0           | 0          |
| D. Gatarić     | 18                | 0                 | 5                 | 0                 | 1                 | 1                 | 0                 | 0                 | 19       | 1      | 5           | 0          |
| D. Gatarić     | 31                | 3                 | 10                | 0                 | 1                 | 0                 | 0                 | 0                 | 32       | 3      | 10          | 0          |
| L. Heller      | 34                | 1                 | 8                 | 0                 | 1                 | 0                 | 0                 | 0                 | 35       | 1      | 8           | 0          |
| M. Ibrahim     | 0                 | 0                 | 0                 | 0                 | 0                 | 0                 | 0                 | 0                 | 0        | 0      | 0           | 0          |
| M. Johns       | 0                 | 0                 | 0                 | 0                 | 0                 | 0                 | 0                 | 0                 | 0        | 0      | 0           | 0          |
| D. Kutrieb     | 24                | 3                 | 4                 | 0                 | 0                 | 0                 | 0                 | 0                 | 24       | 3      | 4           | 0          |
| L. Kwiatkowski | 3                 | 0                 | 1                 | 0                 | 0                 | 0                 | 0                 | 0                 | 3        | 0      | 1           | 0          |
| M. Landers     | 18                | 0                 | 2                 | 0                 | 1                 | 0                 | 0                 | 0                 | 19       | 0      | 2           | 0          |
| D. Masuch      | 33                | 0                 | 1                 | 0                 | 1                 | 0                 | 0                 | 0                 | 34       | 0      | 1           | 0          |
| S. Mehic       | 31                | 6                 | 5                 | 0                 | 1                 | 0                 | 1                 | 0                 | 32       | 6      | 6           | 0          |
| J. Mutschler   | 14                | 1                 | 4                 | 0                 | 0                 | 0                 | 0                 | 0                 | 14       | 1      | 4           | 0          |
| M. Narewsky    | 15                | 2                 | 3                 | 0                 | 0                 | 0                 | 0                 | 0                 | 15       | 2      | 3           | 0          |
| F. Nesimi      | 3                 | 0                 | 0                 | 0                 | 0                 | 0                 | 0                 | 0                 | 3        | 0      | 0           | 0          |
| A. Ouro-Akpo   | 11                | 3                 | 1                 | 0                 | 0                 | 0                 | 0                 | 0                 | 11       | 3      | 1           | 0          |
| S. Radtke      | 15                | 0                 | 1                 | 0                 | 0                 | 0                 | 0                 | 0                 | 15       | 0      | 1           | 0          |
| B. Reichert    | 25                | 1                 | 4                 | 0                 | 1                 | 0                 | 0                 | 0                 | 26       | 1      | 4           | 0          |
| J. Robben      | 15                | 0                 | 4                 | 0                 | 0                 | 0                 | 0                 | 0                 | 15       | 0      | 4           | 0          |
| A. Saur        | 28                | 0                 | 6                 | 1                 | 1                 | 0                 | 0                 | 0                 | 29       | 0      | 6           | 1          |
| J. Scherbe     | 22                | 0                 | 5                 | 0                 | 1                 | 0                 | 0                 | 0                 | 23       | 0      | 5           | 0          |
| S. Schneider   | 2                 | 0                 | 0                 | 0                 | 0                 | 0                 | 0                 | 0                 | 2        | 0      | 0           | 0          |
| M. Schwarz     | 27                | 3                 | 3                 | 0                 | 0                 | 0                 | 0                 | 0                 | 27       | 3      | 3           | 0          |
| T. Schäper     | 34                | 5                 | 6                 | 0                 | 1                 | 0                 | 0                 | 0                 | 35       | 5      | 6           | 0          |
| C. Semmler     | 3                 | 0                 | 0                 | 0                 | 0                 | 0                 | 0                 | 0                 | 3        | 0      | 0           | 0          |
| M. Stiepermann | 4                 | 1                 | 1                 | 0                 | 0                 | 0                 | 0                 | 0                 | 4        | 1      | 1           | 0          |
| D. Tempel      | 3                 | 0                 | 1                 | 0                 | 0                 | 0                 | 0                 | 0                 | 3        | 0      | 1           | 0          |
| M. Urban       | 9                 | 0                 | 1                 | 0                 | 0                 | 0                 | 0                 | 0                 | 9        | 0      | 1           | 0          |
| T. Uster       | 7                 | 0                 | 0                 | 0                 | 0                 | 0                 | 0                 | 0                 | 7        | 0      | 0           | 0          |
| M. Şirin       | 25                | 0                 | 5                 | 0                 | 1                 | 0                 | 0                 | 0                 | 26       | 0      | 5           | 0          |